# Saverio Adenie
Saverio Adenie (Paramaribo, 11 mei 1996) is een Surinaams voetballer die speelt als verdediger.

## Carrière
Adenie begon zijn carrière in 2012 bij SV Robinhood waar hij zeven seizoenen speelde en landskampioen werd in 2017/18 en de beker in 2015/16 en 2017/18. Hij speelde in 2019 kort voor de Belgische ploeg KESK Leopoldsburg maar moest terugkeren naar Suriname omdat zijn verblijfvergunning niet in orde kwam. In 2021 keerde hij terug om opnieuw te spelen voor Leopoldsburg.
Hij speelde tussen 2016 en 2018 tien interlands voor het Surinaams voetbalelftal.

## Erelijst
- SVB-Eerste Divisie: 2017/18
- Surinaamse voetbalbeker: 2015/16, 2017/18